# دهتورة
دهتورة إحدى قرى مركز زفتى التابع لمحافظة الغربية بجمهورية مصر العربية. تقع قبالة القرية قناطر زفتى التي أنشئت عام 1903.

## التاريخ
قرية دهتورة من القرى القديمة، واسمها الأصلي قبل الفتح الإسلامي لمصر حت توت رع (بالإنجليزية: Hat Tout Ra)‏، وقد وردت باسم دهتوره في أعمال جزيرة قوسينا ضمن قرى الروك الصلاحي التي أحصاها ابن مماتي في كتاب قوانين الدواوين، كما وردت باسم دهتوره في أعمال الغربية ضمن قرى الروك الناصري التي أحصاها ابن الجيعان في كتاب «التحفة السنية بأسماء البلاد المصرية». يرى الجغرافي محمد رمزي أنها كانت تسمى في بداية العصر الإسلامي منية الفيران المذكورة في نزهة المشتاق وأن اسمها غير في عهد الدولة الأيوبية إلى اسم دهتورة اسمها المصري القديم لاستهجان منية الفيران.

## السكان
بلغ عدد سكان دهتورة 16,690 نسمة حسب تقدير عام 2018.
| السنة  | 1882 | 1897 | 1907 | 1927 | 1947 | 1960 | 1976 | 1986 | 1996   | 2006   | 2018   |
| ------ | ---- | ---- | ---- | ---- | ---- | ---- | ---- | ---- | ------ | ------ | ------ |
| القرية | 3035 | 2708 | 3410 | 3291 | 3253 | 5062 | 6544 | 8972 | 11,242 | 13,147 | 16,690 |